# Hallgrímur Helgason
Hallgrίmur Helgason (ur. 18 lutego 1959 w Reykjaviku) – islandzki pisarz, malarz, tłumacz i publicysta.

## Życiorys
Studiował na Islandzkiej Akademii Sztuk Pięknych (1979-1980), a także na Akademii Sztuk Pięknych w Monachium (1981-1982).
Od 1982 roku miał ponad dwadzieścia wystaw indywidualnych w Islandii, Nowym Jorku, Bostonie, Paryżu czy Malmö. Jego prace były również wystawiane na kilkudziesięciu wystawach zbiorowych.
W literaturze debiutował w 1990 roku powieścią Hella. Jego najbardziej znaną książką jest jednak 101 Reykjavik z 1996 roku, na której podstawie nakręcono film o takim samym tytule. Jego reżyserii podjął się Baltasar Kormákur. Film miał światową premierę w czerwcu 2000 roku. W 1999 roku pozycja została nominowana do prestiżowej Nagrody literackiej Rady Nordyckiej.
W 2001 Helgason otrzymał Icelandic Literary Prize za powieść Höfundur Íslands (The Author of Iceland). W 2005 inną powieść – Rokland (Stormland) – nominowano do Icelandic Literary Prize i Nagrody literackiej Rady Nordyckiej.
Poradnik domowy kilera (The Hitman’s Guide to House Cleaning), kolejną powieść, napisał w języku angielskim. Książka ta opublikowana została przez Amazon Crossing w styczniu 2012. Zaledwie kilka dni po wydaniu osiągnęła pierwsze miejsce na liście bestsellerów Amazon Kindle dla thrillerów. Poradnik domowy kilera, jak ocenia jeden z krytyków, „to naprawdę błyskotliwie skonstruowana opowieść o zabójcy z wielkim sercem, o poszukiwaniu szczęścia, o izolacji i próbach jej przełamania, a przede wszystkim celna i autoironiczna opowieść o Islandii pióra samego Islandczyka”.
Jego najnowsza powieść, Kobieta w 1000 °C, wydana została najpierw w Niemczech we wrześniu 2011, natomiast w Islandii ukazała się miesiąc później. Nominowano ją do Nagrody literackiej Rady Nordyckiej oraz Icelandic Literary Prize i przetłumaczono na dwanaście języków.
Helgason występował również jako komik. Stworzył swoje alter ego: rysunkową postać Grima.
Mieszka i pracuje w Reykjavíku.

## Twórczość
- Óbreyttur maður (A Simple Man, jednoaktowy monolog, 1989).
- Hella (1990).
- Þetta er allt að koma (Things Are Going Great, 1994).
- 101 Reykjavik (1996); polskie wydanie 101 Reykjavik, tłum. Jacek Godek, wyd. Świat Literacki, Izabelin 2001
- Ljóðmæli 1978-1998 (Collected Poetry 1978-1998, 1998).
- Kossinn: gamanleikur með rómantísku ívafi (The Kiss: a Romantic Comedy, 1999).
- 1000 eyja sósu: eintalsþáttur (Thousand Island Sauce, 1999).
- Skáldanótt (Poet’s Night, 2000).
- Wake me up before you go go (musical, 2001).
- Höfundur Íslands (The Author of Iceland, 2001).
- Rúm fyrir einn (Single Bed, 2001).
- Herra alheimur (Mr. Universe, 2003).
- Best of Grim (Cartoons feat. Grim, 2004).
- Rokland (Stormland, 2005).
- 10 ráð til að hætta að drepa fólk og byrja að vaska upp (The Hitman’s Guide to House Cleaning, 2008; polskie wydanie: Poradnik domowy kilera: jak przestać sprzątać ludzi i wziąć się za zmywanie, tłum. Justyna Burzyńska, Słowo/obraz terytoria 2010).
- Konan sem kyssti of mikið (The Woman Who Kissed Too Much, 2009).
- Konan við 1000° (The Woman at 1000°, 2011; polskie wydanie: Kobieta w 1000 °C, tłum. Alicja Rosenau, Znak literanova 2013).